# Dog argentinian

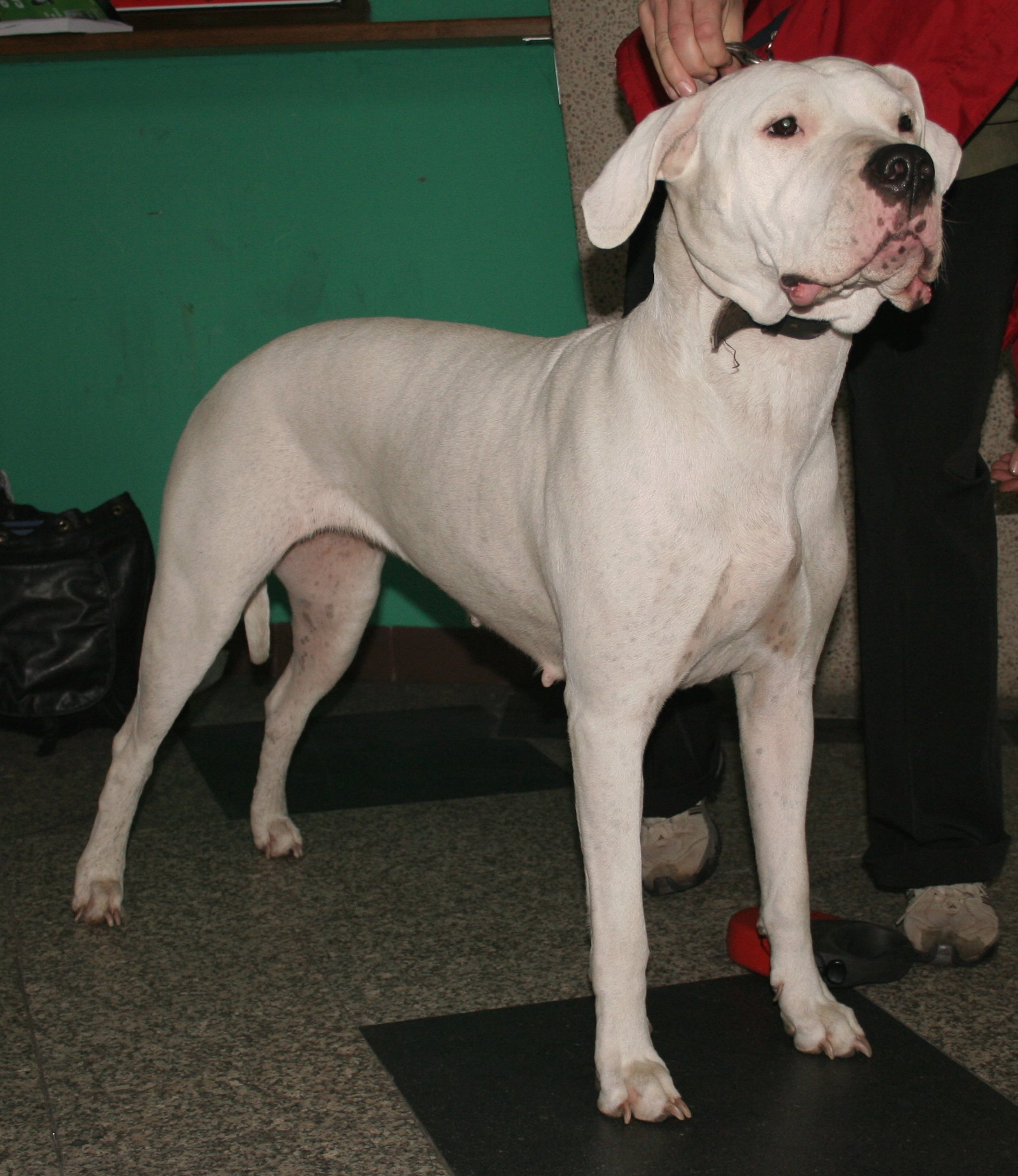
Dog argentinian cu urechile netăiate.

Dogul argentinian este o rasă de câini care își are originea în câinii de luptă de Córdoba. Rasa inițială a fost dezvoltată în orașul argentinian cu același nume, de amatorii de lupte canine. Câinele de Cordoba a fost obținut, la rândul său, din exemplare de Bull Terrier importate din SUA. Câinii de Córdoba erau deosebit de agresivi, fiind greu de stăpânit. În afara luptelor erau folosiți și la vânătoarea de mistreți. Comportamentul dur al acestor animale și dificultatea cu care erau ținuți sub control au dus, în timp, la extincția rasei.

### Origine
Argentina

### Înălțime
60–67 cm

### Greutate
36–45 kg

### Speranța de viață
10-15 ani

### Grupa
Hunting/Non-sporting
Friends

### Istoric rasă
Argentinianul Antonio Nores Martinez, un medic pasionat de vânătoare, a inițiat în anii '20 ai secolului trecut primele experiențe prin care își propunea să obțină, plecând de la dificilul câine de luptă de Cordoba, o rasă canină potrivită pentru vânătorile de mare amploare organizate periodic în pampasul central și în întinsele zone împădurite din nordul țării. Doctorul Martinez își dorea un câine la fel de combativ cu cel de Cordoba, curajos, puternic și voluntar, dar care să fie în același timp mai ușor de controlat. Ajutat de fratele său, Agustino, a folosit pentru ameliorarea trăsăturilor câinilor de Cordoba exemplare aparținând raselor Dog German, Boxer, Mastiff Englez, Bull Terrier, Ciobănesc de Pirinei, Pointer Englez, Irish Wolfhound și Dog de Bordeaux. Fiind de formație chirurg, doctorul Martinez s-a folosit din plin de cunoștințele sale de genetică pentru realizarea obiectivului vizat. Câinele pe care și-l dorea el trebuia să fie foarte puternic, rezistent la efort, curajos și cu un foarte puternic spirit de luptător. Trebuia, de asemenea, să posede o capacitate pulmonară deosebită pentru a fi capabil să hăituiască pe distanțe lungi vânatul mare și să posede o rezistență înaltă la durere pentru a se confrunta cu șanse reale cu felinele mari precum jaguarul și puma și a nu abandona lupta chiar în situația în care era rănit serios. La capătul a aproape două decenii de selecție atentă și ameliorări succesive, s-a consolidat rasa cunoscută astăzi pe plan internațional sub numele de Dog Argentinian.

### Descriere fizică
Este un câine de talie mare, cu corpul de formă dreptunghiulară. Este foarte musculos dar nu greoi, corpul ceva mai alungit în raport cu înălțimea sugerând disponibilitate pentru efort. Picioarele sunt relativ lungi, aproximativ jumătatea valorii înălțimii la umăr. Capul este rotund, mare, cu botul scurt și lat, cu buza superioară în exces, acoperind ca un fald maxilarul inferior. Mușcătura acestui câine este foarte largă. Trufa mare, bine reliefată, este de culoare neagră (uneori prezintă mici pete roz). Ochii sunt mici, oblici, plasați la distanță, de culoare închisă. Urechile sunt de mărime medie, prinse sus și lateral pe craniu, lăsate pe lângă obraji în mod natural, dar de obicei sunt cupate. Coada este lungă, depășind jareții și este purtată atârnat, cu vârful ușor arcuit. Coada are un rol important în alergare, permițând câinelui să își mențină echilibrul la virajele strânse. Blana este dispusă pe un singur strat, are firul drept, scurt, bine lipit de corp. Culoarea de bază este alb pur, uneori împestrițat cu mici pete de culoare neagră, dar nu foarte evidente (pale și inconsistente). Seamănă cu American Pit Bull Terrier, dar culoarea albă și talia sensibil mai mare îl diferențiază clar.

### Personalitate
Perseverent, iute, curajos, loial și foarte îndrăzneț. Devotat fără rețineri membrilor familiei de adopție, el se arată precaut și suspicios în prezența străinilor. Manifestă o atitudine dominantă în prezența altor animale, este irascibil față de alți câini de sex masculin, chiar dacă a beneficiat de socializare. Este un bun vânător de haită, dar preferă să acționeze independent. Forța deosebită și toleranța destul de scăzută față de străini îl pot face periculos, de aceea se recomandă un comportament prudent. Dacă este bine educat se dovedește echilibrat și disciplinat, fără să fie nici prea gălăgios. Nu trebuie provocat, amenințat sau lovit.

### Îngrijire și sensibilitate boli
Nu sunt câini pretențioși. Nu năpârlesc prea abundent și necesită doar un periaj ocazional. Sunt animale curate, care își însușesc corect și temeinic igiena de interior. Au nevoie de multă mișcare și de ocazia de a-și consuma energia. Mulți proprietari preferă să le cupeze urechile (ocazional și coada). Reacționează bine la contactul cu apa. Sunt predispuși la îngrășare, deci este nevoie de un control atent al dietei. Prezintă o foarte bună stare de sănătate. Boli mai frecvente: surzenia (corelată cu prezența pigmentului alb), displazia de șold, iritațiile și alergiile pielii. Sunt sensibili la insolație.

### Condiții de viață
Sunt câini adaptați mai mult mediilor calde, deci au nevoie de protecție termică suplimentară pe timpul anotimpului rece. Se adaptează bine traiului în aer liber, într-o curte mare, bine îngrădită, pe durata sezonului cald, dar se recomandă să fie ținuți în interior iarna (se vor comporta bine, au un nivel de activitate scăzut în casă). Trebuie să participe cu regularitate la exerciții, plimbări lungi și alergări, pentru a se menține în formă și a-și consuma energia.

### Dresaj
Sunt destul de dificil de dresat, din cauză că au un temperament puternic, dominant și independent. Se recomandă persoanelor cu un psihic puternic, echilibrate și care au experiență în dresajul câinilor de talie mare, puternici. Atenția stăpânului trebuie concentrată pe menținerea unui echilibru psihic stabil și evitarea situațiilor conflictuale. Dacă se începe dresajul de la vârste mici si este aplicat de o manieră fermă, perseverentă, dar lipsită de durități, se va dovedi disciplinat și cooperant.

### Utilitate
Figurează pe lista raselor canine potențial periculoase, dar dresajul adecvat este cheia păstrării sub control a acestor câini. În țara de baștină sunt folosiți mai mult ca animale de casă, companion al familiei și nu cu rol de protecție și pază, atribut preferat în Europa. În Argentina încă mai pot fi văzuți participând la vânătoare, dar sunt selecționați și pentru însoțirea persoanelor cu dizabilități, participă la operațiuni de căutare și salvare alături de efectivele specializate, sunt folosiți de către armată și forțele de ordine.